# César de Sousa
César de Sousa é um distrito do município brasileiro de Mogi das Cruzes, que integra a Região Metropolitana de São Paulo.

## História

### Origem
O distrito de César de Sousa possui esse nome em homenagem ao engenheiro João Augusto César de Sousa, chefe da 5ª divisão da Estrada de Ferro Central do Brasil. A estação ferroviária, inaugurada em 1 de janeiro de 1893, deu origem ao bairro.

### Formação administrativa
- Decreto nº 36.711 de 07/06/1960 - Dispõe sobre a criação da 7.ª Subdelegacia de Polícia - Cezar de Souza - no Distrito e Município de Mogi das Cruzes[4].
- Distrito criado pela Lei n° 3.198 de 23/12/1981, com sede no bairro de igual nome e com território desmembrado do distrito de Mogi das Cruzes[5][6].

## Geografia

### Demografia

#### População urbana
| Crescimento população urbana | Crescimento população urbana | Crescimento população urbana | Crescimento população urbana |
| Censo                        | Pop.                         |                              | %±                           |
| ---------------------------- | ---------------------------- | ---------------------------- | ---------------------------- |
| 1991                         | 14 828                       |                              | —                            |
| 2000                         | 21 724                       |                              | 46,5%                        |
| 2010                         | 32 673                       |                              | 50,4%                        |
| Fonte: IBGE e Fundação SEADE |                              |                              |                              |

#### População total
Pelo Censo 2010 (IBGE) a população total do distrito era de 33 295 habitantes.

### Área territorial
A área territorial do distrito é de 29,008 km².

### Expansão urbana
César de Sousa possui grandes áreas que ainda não foram urbanizadas, com isso, há grandes possibilidades de crescimento. Empresas imobiliárias estão adquirindo terrenos inutilizados e antigas indústrias para a construção de condomínios destinados para as classes média e alta. A menor dessas áreas inutilizadas possui 600 mil metros quadrados, e dentro de alguns anos esses condomínios estarão finalizados.

### Rodovias
O principal acesso ao distrito é a Rodovia Henrique Eroles (SP-66).

### Ferrovias
Pátio Eng. César de Souza (FCE) do Ramal de São Paulo (Estrada de Ferro Central do Brasil), sendo a ferrovia operada atualmente pela MRS Logística.
Os trilhos que passam entre a Estação Estudantes (CPTM) e a antiga Estação Engenheiro César de Sousa, pertencente ao distrito mogiano, são usados para transporte de carga. Sobre isso, a ANTT (Agência Nacional de Transportes Terrestres) está fazendo um estudo sobre a possibilidade da expansão da linha 11 - Coral para o distrito. Após esse estudo da viabilidade do uso, a Companhia Paulista de Trens Metropolitanos fará um pedido para a formalização de um convênio que possibilite isso.
O presidente de ANTT se comprometeu a dar atenção a essa solicitação, e a CPTM por meio de seu presidente já afirmou que existe a viabilidade e que para isso bastaria apenas construir uma linha ao lado da já existente, pois não é possível fazer transportes de passageiros em uma via apenas, como o que existe nesse trecho. A CPTM afirmou também que fará o pedido quando concluir os trâmites.
Hoje o prédio da estação ferroviária do distrito serve de escritório para a empresa Dicimol, uma distribuidora de cimento, diferentemente de outras estações do município que passaram para a administração da CPTM e que hoje servem para o transporte de passageiros.

## Serviços públicos

### Registro civil
Feito na sede do município, pois o distrito não possui Cartório de Registro Civil das Pessoas Naturais.

### Comunicações

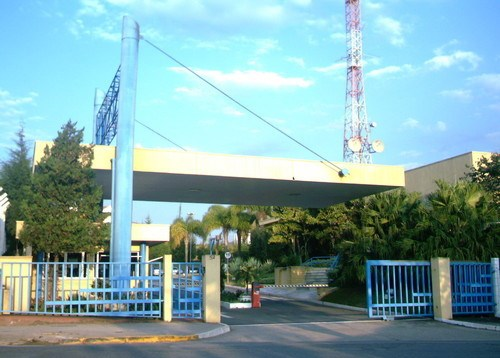
TV Diário.

Em César de Sousa está localizada a sede da TV Diário, afiliada da Rede Globo na Região do Alto Tietê.
No setor de telefonia o distrito era atendido pela Companhia Telefônica da Borda do Campo (CTBC), que inaugurou a central telefônica utilizada até os dias atuais. Em 1998 esta empresa foi vendida juntamente com a Telecomunicações de São Paulo (TELESP) para a Telefônica, que em 2012 adotou a marca Vivo para suas operações.

### Saneamento
O serviço de abastecimento de água é feito pela Companhia de Saneamento Básico do Estado de São Paulo (SABESP). O distrito conta com uma estação de tratamento de esgoto, que é importante para o projeto de despoluição do Rio Tietê no município.

### Energia
A responsável pelo abastecimento de energia elétrica é a EDP São Paulo, antiga Bandeirante Energia.

### Vulnerabilidade social
Embora o distrito tenha potencial de desenvolvimento, apresenta também alguns problemas sociais em bairros da periferia. Um desses bairros é o Conjunto Habitacional Vereador Jefferson da Silva, o bairro foi classificado pelo Instituto de Estudos Especiais de Pontifícia Universidade Católica de São Paulo como um bairro com alto índice de vulnerabilidade social. O Conjunto Vereador Jefferson da Silva possui problemas diversos com destaque para a falta de unidades de saúde, falta de limpeza pública, falta de saneamento básico e um sistema de transporte coletivo problemático. O melhor bairro é Jardim São Pedro que conta com Supermercados, Farmácias, Postos de combustíveis, Lazer, Igrejas e etc.
Em relação a saúde, os moradores afirmam que é necessário se deslocar até a unidade de saúde mais próxima, que fica na Vila Suissa à 20 minutos (a pé) do local. O bairro Vila Suissa também faz parte do distrito de César de Sousa. Além disso, os moradores reclamam do isolamento em comparação com outros bairros do município, o que dificulta até mesmo na hora de se conseguir um emprego.

## Religião
O Cristianismo se faz presente no distrito da seguinte forma:

### Igreja Católica
- A igreja faz parte da Diocese de Mogi das Cruzes[23].

### Igrejas Evangélicas
- Assembleia de Deus - O distrito possui congregação da Assembleia de Deus Ministério do Belém, Setor 41 - Mogi das Cruzes[24][25].
- Congregação Cristã no Brasil[26].